# بوبي لوري
بوبي لوري (بالإنجليزية: Bobby Lawrie)‏ هو لاعب كرة قدم بريطاني في مركز نصف الجناح، ولد في 14 نوفمبر 1947 في Irvine, North Ayrshire ‏ في المملكة المتحدة. لعب مع نادي بارتيك ثيسل.